# Florence Haring
Florence Haring (Genève, 2 oktober 1985) is een tennisspeelster uit Frankrijk.
Haring begon op achtjarige leeftijd met tennis.
In 2005, 2006 en 2007 kwam ze uit op Roland Garros, waarin ze steeds in de eerste ronde werd uitgeschakeld.
In 2010 won ze met haar partner Nantenaina Ramalalaharivololona het damesdubbelspeltoernooi van Équeurdreville in Frankrijk.

## Posities op deWTA-ranglijst
Positie per einde seizoen:
| jaar | rang enkelspel | rang dubbelspel |
| ---- | -------------- | --------------- |
| 2003 | 612            | –               |
| 2004 | 348            | 375             |
| 2005 | 235            | 318             |
| 2006 | 263            | 589             |
| 2007 | 321            | 426             |
| 2008 | 273            | 392             |
| 2009 | 432            | 259             |
| 2010 | –              | 1047            |
| 2011 | 898            | 1060            |

## Resultaten grandslamtoernooien
| Legenda | Legenda                          |
| ------- | -------------------------------- |
| g.t.    | geen toernooi gehouden           |
| l.c.    | lagere categorie                 |
| –       | niet deelgenomen                 |
| G       | uitgeschakeld in de groepsfase   |
| 1R      | uitgeschakeld in de eerste ronde |
| 2R      | uitgeschakeld in de tweede ronde |
| 3R      | uitgeschakeld in de derde ronde  |
| 4R      | uitgeschakeld in de vierde ronde |
| KF      | uitgeschakeld in de kwartfinale  |
| HF      | uitgeschakeld in de halve finale |
| F       | de finale verloren               |
| W       | het toernooi gewonnen            |
| w-v     | winst/verlies-balans             |

### Vrouwendubbelspel
| toernooi        | 2005 | 2006 | 2007 |
| --------------- | ---- | ---- | ---- |
| Australian Open | –    | –    | –    |
| Roland Garros   | 1R   | 1R   | 1R   |
| Wimbledon       | –    | –    | –    |
| US Open         | –    | –    | –    |